# Étiennette Marie Périne de Villemomble
Étiennette Marie Périne de Villemomble, född Le Marquis 1737, död 1806, var en fransk adelsdam, mätress till Ludvig Filip av Bourbon-Orléans (1725–1785).

## Biografi
Étiennette Marie Périne Le Marquis överlämnades som nyfödd av sin fattiga mor till en kyrka, och uppfostrades i en klosterskola. Vid 13 års ålder hämtades hon hem av sin mor, och flyttade med denna till Paris.
Étiennette Marie Périne Le Marquis var konkubin till hertig Gabriel Louis François de Neufville de Villeroy, med vilken hon 1753 fick en son. År 1759 uppmärksammades hon av prins Ludvig Filip på Operan, och installerades därefter som hans mätress. Paret fick tre barn. Hon var rival till Ludvig Filips andra partner, Madame de Montesson. År 1767 gav Ludvig Filip henne titeln dame de Villemomble med tillhörande egendom. 
När Ludvig Filip gifte sig med Montesson 1773 avslutade han sitt förhållande med Villemomble. Hon ägnade sig sedan åt sin egendom. Hon lyckades också få sina fyra barn erkända av sina adliga fäder och accepterade inom aristokratin. Under franska revolutionen 1792–1794 levde hon i London.